# Förintelsen i Polen

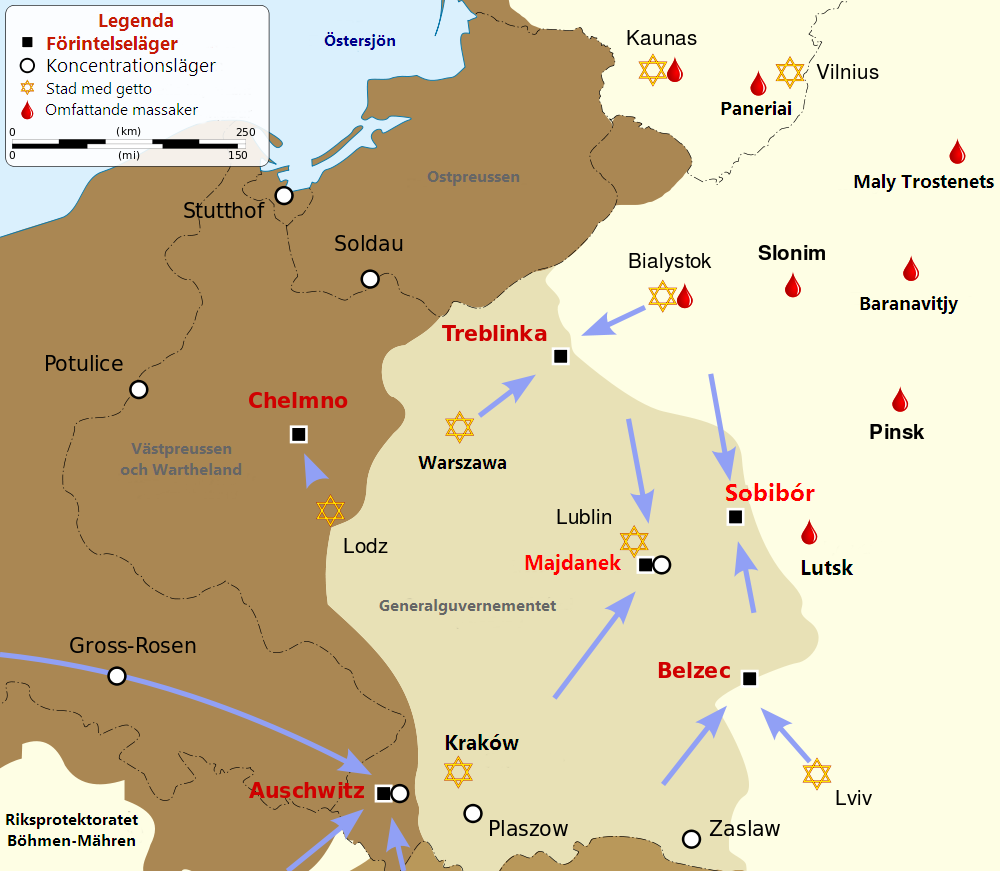
Karta över förintelsen i Polen.

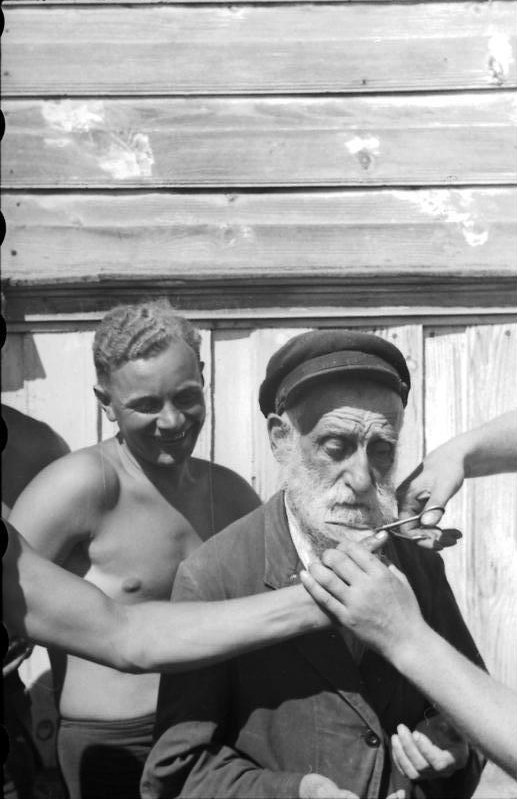
Tyska soldater klipper en gammal judes skägg. Fotografi från år 1941.

Förintelsen i Polen avser nazisternas massmord på judar i Polen under andra världskriget. Omkring 3 miljoner judar mördades, medan endast en liten del av den judiska befolkningen överlevde. I Polen genomförde Nazityskland en systematisk utrotning i förintelselägren Chełmno, Bełżec, Sobibór och Treblinka, där både polska judar och judar från andra europeiska länder dödades.

## Historik

### Bakgrund
Den 1 september 1939 anföll Tyskland Polen och enligt det hemliga tilläggsprotokollet i Ribbentrop-Molotovpakten delades Polen in i en tysk och en sovjetisk zon. Av Tysklands del införlivades de västra territorierna med Tyska riket och blev Reichsgau Danzig-Westpreußen och Reichsgau Wartheland. Den återstående delen inrättades den 26 oktober som Generalguvernementet.

### Andra världskriget
Vid andra världskrigets utbrott utgjorde Polens cirka tre och en halv miljon judar omkring 10 procent av befolkningen. Vid krigsslutet hade över 90 procent av dessa gått under; totalt dödades fem miljoner polacker under kriget, varav cirka tre miljoner etniska judar. Omedelbart efter Tysklands invasion inleddes judeförföljelserna. Judarnas egendomar och förmögenheter beslagtogs, getton upprättades och judar tvångsrekryterades som arbetskraft. I gettona tvingades juderåd se till att nazisternas order efterlevdes. Efter Tysklands angrepp på den tidigare bundsförvanten Sovjetunionen, Operation Barbarossa, i juni 1941 opererade särskilda mobila insatsgrupper, Einsatzgruppen, bakom linjerna. Dessa insatsstyrkor hade i uppdrag att "säkra" erövrade territorier genom att mörda judar, romer, partisaner, politruker och andra för Tredje riket misshagliga personer.
Fram till hösten 1941 förövades massmorden genom massarkebuseringar, men Reichsführer-SS Heinrich Himmler ville finna en mera effektiv avrättningsmetod. I början av september företogs experiment med Zyklon B i Auschwitz och i december gasades judar med kolmonoxid i gasvagnar i Chełmno. Vid Wannseekonferensen den 20 januari 1942 drog deltagarna under Reinhard Heydrichs ordförandeskap upp linjerna för hur den slutgiltiga lösningen av judefrågan praktiskt skulle genomföras. I mars 1942 inleddes gasningarna i Bełżec, medan de inleddes i maj och juli i Sobibór respektive Treblinka.
Den utbredda antisemitismen i mellankrigstidens Polen underlättade för nazisterna.